# Christian Brando
Christian Brando (født 11. maj 1958, død 26. januar 2008), var den ældste søn af skuespilleren Marlon Brando. Han blev kendt, da han i 1990 blev idømt 10 års fængsel for drabet af sin halvsøster Cheyenne Brandos kæreste den 16. maj 1990 i Marlon Brandos hus på Mulholland Drive. Han blev frigivet i 1996.